# 28 (عدد)
28 (ثمان وعشرون) هو عدد صحيح  يلي العدد 27 ويسبق العدد 29 وهو عدد طبيعي موجب.
- هو عدد مثالي (يساوي مجموع قواسمه عدا نفسه) 1+2+4+7+14=28